# 4964 Kourovka
4964 Kourovka eller 1979 OD15 är en asteroid i huvudbältet som upptäcktes den 21 juli 1979 av den rysk-sovjetiske astronomen Nikolaj Tjernych vid Krims astrofysiska observatorium på Krim. Den har fått sitt namn efter ett observatorium i Ryssland.
Asteroiden har en diameter på ungefär 15 kilometer.